# Schillerstraße 1 (Wuppertal)

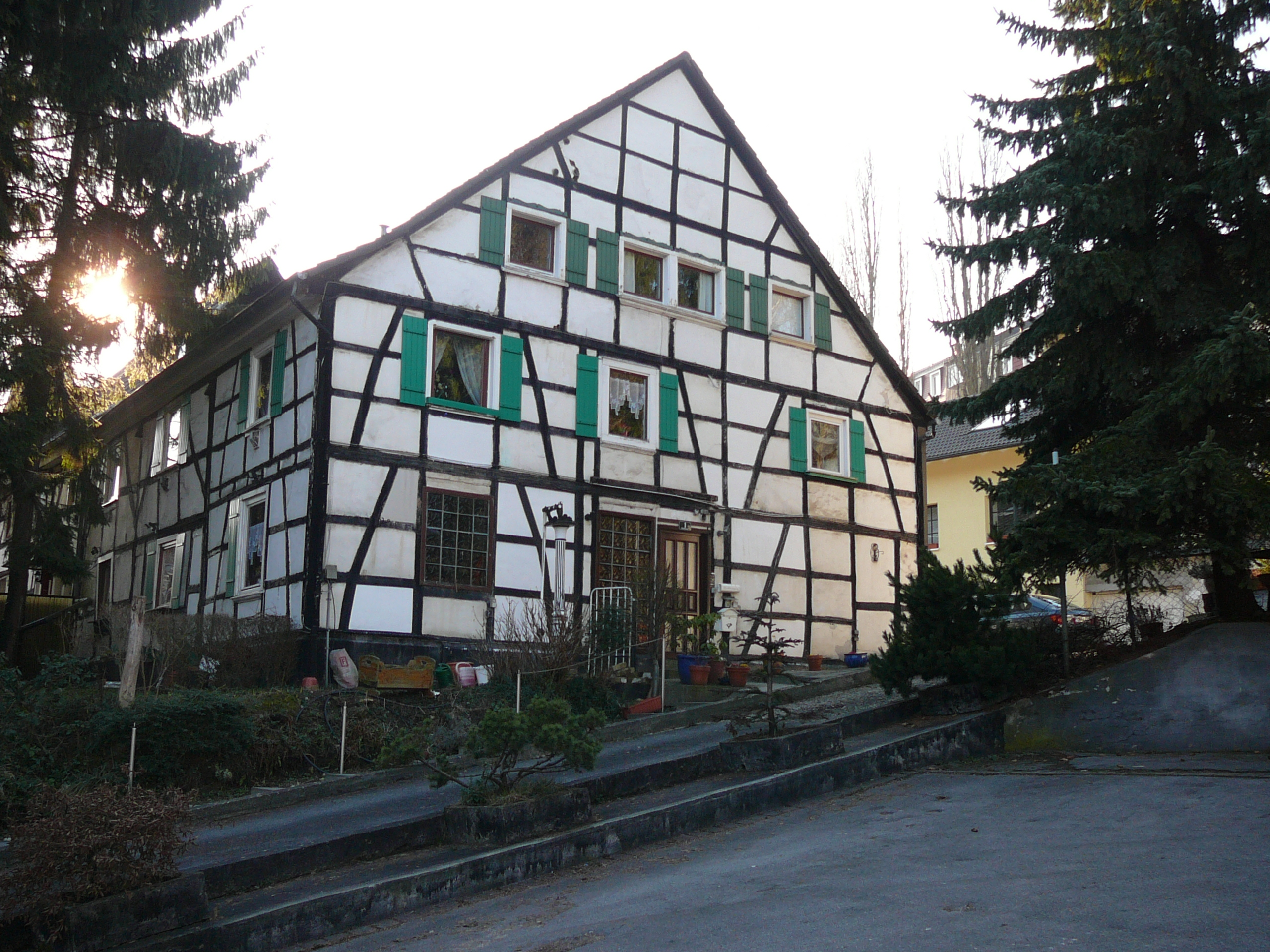
Wohnhaus Schillerstraße 1

Das Wohnhaus Schillerstraße 1 ist ein Fachwerkhaus im Wohnquartier Vohwinkel-Mitte des Wuppertaler Stadtteils Vohwinkel.

## Baubeschreibung
Das zweigeschossige Haus an der Vohwinkeler Hauptstraße, die Kaiserstraße die auch als Bundesstraße 228 klassifiziert ist, steht in dem stumpfen Winkel zur Einmündung Schillerstraße auf einer leichten Anhöhe. Es wurde ursprünglich unter der Adresse Kaiserstraße 159 geführt. Zusammen mit dem westlichen Gebäude, dem Haus Kaiserstraße 157, ist es ein Teil der historischen Gebäude der ehemaligen Hofschaft Grotenbeck und zählt mit zur ältesten Bausubstanz Vohwinkels. Die Untere Denkmalbehörde schätzt für die Erbauungszeit das Ende des 18. bis Anfang des 19. Jahrhunderts.
Erschlossen wird das Haus mittig an der östlichen Giebelseite, links davon befindet sich ein Fenster. Das Obergeschoss ist auf dieser Seite dreiachsig ausgeführt. Die Traufwand zur Straße hin ist auf den beiden Geschossen jeweils dreiachsig ausgeführt. Die Schauseite selbst ist durch hohe Gehölze im Bereich des Vorgartens vor Blicke geschützt. Auf der rückwärtigen Seite des Satteldaches sind auf der westlichen Seite zwei Dachgauben. An der westlichen Giebelseite steht das Haus Kaiserstraße 157.
Das Gebäude wurde trotz negativer Veränderungen aus der Sicht der Denkmalbehörde an der rückwärtigen Verkleidung am 29. Januar 1985 als Baudenkmal in die Denkmalliste der Stadt Wuppertal eingetragen.